# Rosanky
Rosanky è una comunità non incorporata degli Stati Uniti d'America, situata nella contea di Bastrop dello Stato del Texas. Anche se non è incorporata, possiede un ufficio postale; il suo Zoning Improvement Plan è 78953.

## Geografia
La comunità è situata a 29°55′46″N 97°17′37″W, 11 miglia a sud di Bastrop, nella parte meridionale della contea. È inoltre attraversata dalla Farm Road 535.

## Clima
Il clima in questa zona è caratterizzato da estati calde e umide e inverni generalmente non troppo rigidi. Secondo la Classificazione dei climi di Köppen, Rosanky possiede un clima subtropicale umido, abbreviato in "Cfa" sulle mappe climatiche.

## Cultura
A Rosanky era presente il Central Texas Museum of Automotive History.